# Sol Nascente
Sol Nascente è una telenovela brasiliana prodotta da TV Globo e in onda dal 29 agosto 2016, alle ore 18, al posto di Êta Mundo Bom!. È la 88ª "novela das seis" trasmessa dall'emittente. Scritta da Walther Negrão, Suzana Pires e Júlio Fischer, con la collaborazione di Jackie Vellego e Fausto Galvão, vede Marcelo Travesso alla direzione generale e Leonardo Nogueira come direttore artistico. Il cast è formato da Giovanna Antonelli, Bruno Gagliasso, Rafael Cardoso, Luís Melo, Francisco Cuoco, Aracy Balabanian, Laura Cardoso, Marcello Novaes e tanti altri.

## Produzione
Le scene iniziali sono state girate a Ilha Grande, Arraial do Cabo e Búzios, nella Região dos Lagos, a Rio de Janeiro, e Guararema a São Paulo. L'équipe ha avuto a disposizione telecamere 4K da utilizzare in momento strategici, come l'uso di droni, immedesimando il pubblico, facendo sentire a loro agio gli attori ed esplorando al massimo i paesaggi. Inizialmente il nome scelto era Sol nascente, ha avuto il titolo alterato come Arigato Amore Mio, ma non è stato approvato, tornando al titolo iniziale.
Maria Casadevall era stata scelta per interpretare Alice, ma a causa dei vari impegni già confermati, Giovanna Antonelli l'ha poi sostituita. Júlia Lemmertz era stata scelta per il ruolo di Loretta, ma anche lei a causa di impegni ha rifiutato la parte, concedendola a Claudia Ohana. Nel 2015, Daniele Suzuki è stata riservata per la trama, ma fu sostituita da Jacqueline Sato, per il fatto che il personaggio era più giovane dell'attrice. Si è escogitato di creare un personaggio per la Suzuki, ma non l'idea non è piaciuta. Geovanna Tominage ha fatto il casting per interpretare Hirô, ma Carol Nakamura è stata poi scelta al suo posto. Caco Ciocler fu annunciato come antagonista della storia, ma fu sostituito da Rafael Cardoso. L'attrice Laura Cardoso ha lasciato la produzione in ottobre 2016 a causa di un'infezione urinaria. Nel 3 novembre 2016, l'autore principale Walther Negrão ha lasciato, e Suzana Pires l'ha sostituito.

## Trama
Ambientata nella fittizia Arraial do Sol Nascente, la trama accompagna la storia di due amici venuti da origini diverse. Nipote di immigranti italiani Gaetano e Geppina, che erano arrivati in Brasile per scappare dalla mafia, Mario è amico di lunga data di Alice, cresciuta dal giapponese Kazuo Tanaka come figlia adottiva, assieme ai cugini Yumi, Hirmi e Hideo. L'amicizia è messa a dura prova quando Mario si scopre innamorato dell'amica di infanzia, che annuncia di andare a studiare in Giappone per due anni. Immaturo e impulsivo, Mario dovrà cambiare per conquistare Alice, che intanto inizia una relazione con César, apparentemente l'uomo perfetto, ma che ha secondi fini. La telenovela racconterà anche, attraverso il personaggio di Solange, il mercato, il mercato che sta avendo molto furore in Brasile - il Marketing multilivello, rappresentato da Hinode - il quale ha vinto il premio ABIHPEC di Miglior Azienda dell'Anno 2016.

## Attori
| Attore/Attrice        | Personaggio                                          |
| --------------------- | ---------------------------------------------------- |
| Giovanna Antonelli    | Alice Tanaka                                         |
| Bruno Gagliasso       | Mário De Angeli                                      |
| Rafael Cardoso        | César Teixeira                                       |
| Laura Cardoso         | Maria Aparecida Teixeira de Albuquerque (Dona Sinhá) |
| Maria Joana           | Carolina Peixoto (Carol)                             |
| Aracy Balabanian      | Giuseppina De Angeli (Geppina)/Filomena Giunchetti   |
| Francisco Cuoco       | Gaetano De Angeli/Luigi Borelli                      |
| Luís Melo             | Kazuo Tanaka                                         |
| Letícia Spiller       | Helena "Lenita" Hernández                            |
| Marcello Novaes       | Vittorio De Angeli                                   |
| Henri Castelli        | Ralf Tatoo (Rafael Hernández Jr.)                    |
| Carol Nakamura        | Hiromi Tanaka (Hirô)                                 |
| Jacqueline Sato       | Yumi Tanaka                                          |
| Cláudia Ohana         | Loretta Fragoso                                      |
| Marcelo Faria         | Felipe Robledo                                       |
| Renata Dominguez      | Sirlene da Silva                                     |
| Giovanna Lancellotti  | Milena Fragoso De Angeli                             |
| João Côrtes           | Giuseppe Fragoso De Angeli (Peppino)                 |
| Miwa Yanagizawa       | Mieko Tanaka                                         |
| Silvia Bandeira       | Ana Clara Peixoto                                    |
| Jean Pierre Noher     | Capitão Patrick Lambert                              |
| Marcello Melo Jr      | Tiago de Souza                                       |
| Juliana Alves         | Dora de Souza                                        |
| Emílio Orciollo Netto | Damasceno Righi Salomão/Damasceno Giunchetti         |
| Luma Costa            | Elisa Benatti                                        |
| Márcio Kieling        | Bernardo Meirelles                                   |
| Cinara Leal           | Vanda dos Santos Ferreira                            |
| Pablo Morais          | Nuno Roque dos Santos                                |
| Val Perré             | José Quirino dos Reis (Quirino)                      |
| Tatiana Tiburcio      | Chica (Maria Francisca dos Reis)                     |
| Érika Januza          | Júlia Ferreira                                       |
| Paulo Chun            | Hideo Tanaka                                         |
| João Carlos Barroso   | Delegado Mesquita                                    |
| Flávia Guedes         | Kika                                                 |
| Ana Lima              | Paula                                                |
| Caroline Verban       | Ciça                                                 |
| Roberta Piragibe      | Nanda                                                |
| Rick Garcia           | Pescoço                                              |
| Felipe Mago           | Wagner Nascimento                                    |
| Lucas Sapucahy        | Cauã                                                 |

### Partecipazioni speciali
| Attori              | Personaggi                      |
| ------------------- | ------------------------------- |
| Marcos Frota        | Beto Marambaia                  |
| Sérgio Mamberti     | Dom Manfredo Giulinne           |
| Karolina Albertassi | Rosário Tanaka (madre di Alice) |
| Daniel Uemura       | Kazuo Tanaka (da giovane)       |
| Daphne Karla        | Geppina/Filomena (da giovane)   |
| Igor Monteiro       | Gaetano/Luigi (da giovane)      |
| Ana Paula Tabalipa  | Cris                            |
| Álamo Facó          | Mano                            |
| Dan Nakagawa        | Hiroshi                         |
| Carlos Vieira       | Moreira                         |
| Fábio Yoshihara     | Akira                           |
| Ken Kaneko          | Takeshi                         |
| Marina Brandão      | Flávia                          |
| Marcos Tumura       | Massao                          |
| Raquel Nunes        | Adelaide                        |
| Rafael Zulu         | João Amaro                      |
| Ricardo Alegre      | Teotônio                        |
| Simon Petracchi     | Massimo                         |
| Luka Ribeiro        | Fábio (marito di Bernardo)      |

## Musica
La soundtrack della telenovela è stata lanciata il 26 agosto 2016, tre giorni prima del primo episodio.

## Ripercussione

### Audience
Nel primo episodio, la telenovela ha registrato 25,4 punti nella Grande São Paulo. L'audience è di mezzo punto inferiore a quello che è stato registrato dalla trama antecedente dell'episodio iniziale, ma ha mantenuto la media.

### Critiche
La scelta di Luis Melo per interpretare il discendente giapponese Kazuo Tanaka, sostituendo Ken Kaneko, ha causato sconforto negli attori nipponici a causa della mancanza di rappresentazione asiatica, accusando l'emittente di preconcetto e yellow face. In un'intervista al giornale Folha de S.Paulo, Kaneko disse che non esistevano giustificazioni per la sua sostituzione. Nella stessa pubblicazione, altri attori hanno criticato il poco spazio per orientali in televisione e la stereotipazione per ruoli specifici, che includono la pronuncia sbagliata della lingua portoghese e il fatto della forzatura dell'accento giapponese, considerandolo irrispettoso e assurdo. Secondo il blogger Fábio Ando Filho, difensore del boicottaggio bianco di ridicolizzare altre razze: ''La telenovela ha proposto di omaggiare una minoranza razziale, ma in realtà sta creando storie appetitose per il pubblico bianco.'' La Società Brasiliana di Cultura Giapponese e Assistenza Sociale, ha chiesto fedeltà e rispetto per la cultura.
Anche la scelta di Giovanna Antonelli è stata criticata, per il fatto che l'attrice non ha nessun legame con la comunità giapponese. Per i critici, l'attrice Daniele Suzuki sarebbe stata perfetta per quel ruolo.